# William Moulton Marston
El doctor William Moulton Marston (9 de maig de 1893 – 2 de maig de 1947) conegut també sota el pseudònim de Charles Moulton, va ser un psicòleg, teòric, inventor, i autor d'historietes que va crear al personatge de la Wonder Woman. Marston va tenir una relació amorosa amb les també psicòlogues Elizabeth Holloway Marston i Olive Byrne vivint simultàniament amb ambdues, amb elles va engendrar diversos fills. Ambdues dones van ser una influència per a la creació del personatge.

### Vida personal

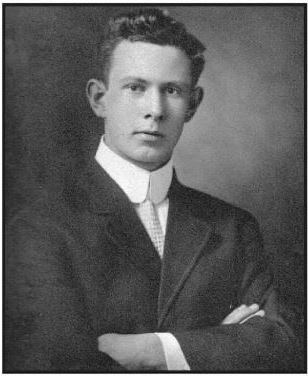
Un jove Marston el 1916.

William Moulton Marston va néixer el 9 de maig de 1893 a Saugus, Massachusetts. Era fill d'Annie Dalton (nascuda Moulton) i Frederick William Marston.
En 1915, Marston va contreure matrimoni amb la seva col·lega Elizabeth "Sadie" Holloway, i el 1925 va iniciar una relació amb Olive "Dotsie" Byrne, una estudiant de psicologia que coneixeria quan era el seu professor. La relació tenia l'aprovació de la seva esposa, i de fet la jove va anar a viure amb el matrimoni. Entre 1928 i 1933 Marston va tenir dos fills amb la seva esposa: Pete i Olive Ann, anomenada així en honor de la seva amant, i tres fills amb aquesta: Byrne, Donn i Fredericka. Per guardar les aparences, el matrimoni Marston va adoptar legalment als fills de Byrne. De cara a l'exterior es presentaven com una família convencional amb una mainadera, Byrne. Els fills no van saber la veritat fins a 1963, en què Holloway els va revelar que el seu pare adoptiu era el seu pare biològic.
William Moulton Marston va morir de càncer el 2 de maig de 1947 a Rye, Nova York. Després de la seva mort les seves dues dones van continuar vivint juntes; Olive es quedava a la casa cuidant els nens mentre Elizabeth treballava com a professora universitària. La convivència va durar fins a la mort per causes naturals d'Olive Byrne el 1985.

## Educació i carrera
Va estudiar a la Universitat Harvard, obtenint la seva llicenciatura el 1915, i un mestratge en dret el 1918. El 1921 Marston va completar els seus estudis de doctorat en el nou camp de la psicologia. Després d'ensenyar a la Universitat Americana a Washington DC i a la universitat de Tufts a Medford (Massachusetts), Marston va viatjar als Estudis Universal, a Califòrnia, el 1929, on treballà durant un any com a director de serveis públics.
En acabar els seus estudis, Marston va investigar els conceptes de voluntat i poder, i el seu efecte en la personalitat i la conducta humana. Va estudiar també la consciència, els colors, les emocions primàries, i els símptomes corporals. Els seus descobriments van contribuir de forma valuosa al camp de la psicologia.

### Detector de mentides

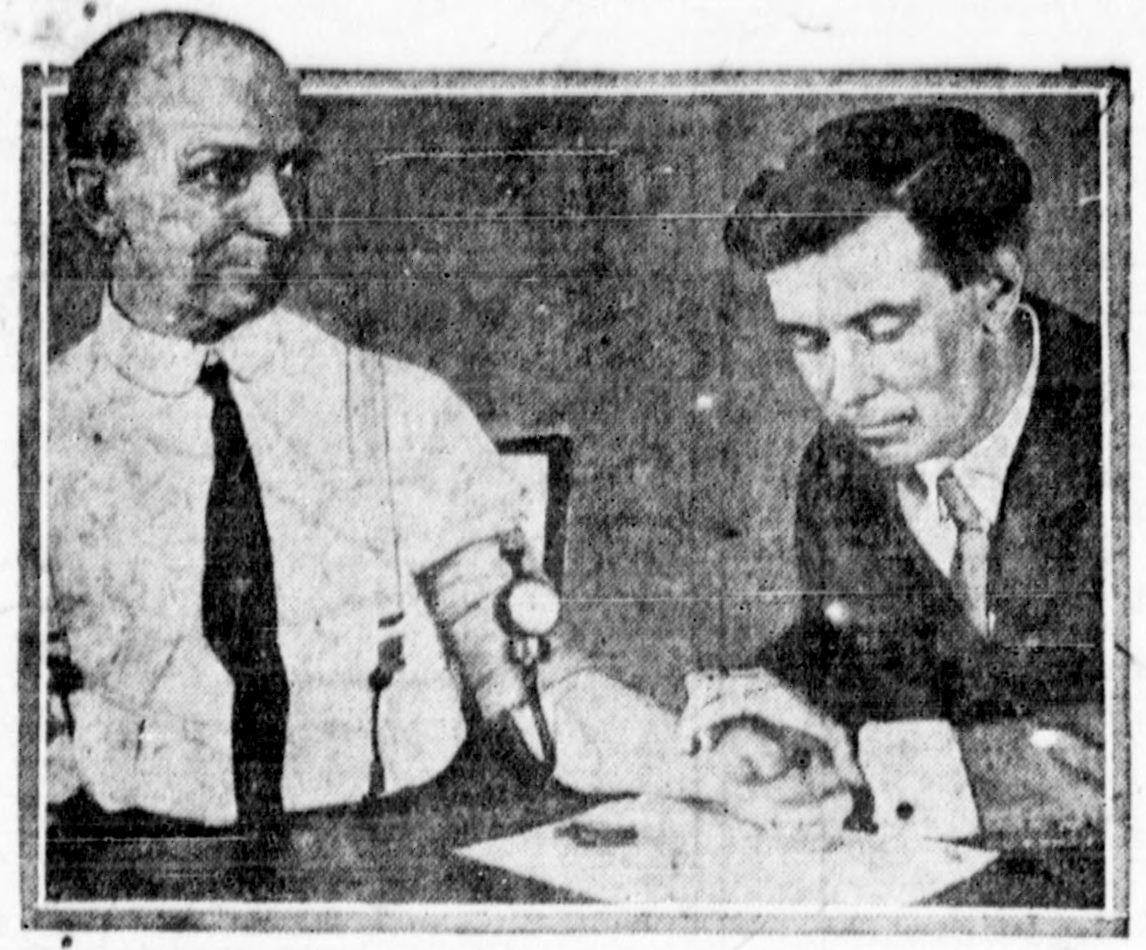
Marston (dreta) provant un model rudimentari del seu polígraf.

Marston és reconegut com el creador del primer aparell funcional per detectar mentides, gràcies a l'adaptació d'instruments per a mesurar la pressió sanguínia en el cos i altres canvis corporals. La seva invenció és la base del polígraf desenvolupat per John Augustus Larson. No obstant això, actualment la comunitat científica considera el detector de mentides una forma de pseudociència sense cap utilitat real.

### El model teòric DISC
William Moulton Marston va fixar el seu interès psicològic en les persones “normals” o típiques. Estava interessat en els reptes diaris de les persones comunes. No li interessava la conducta psicòtica o la malaltia mental en general. Marston volia desenvolupar una unitat de mesura de la "energia mental", és a dir "entendre i descriure el comportament humà normal" segons com cada persona distribueix, projecta, exterioritza aquesta 'energia mental' en 4 "direccions":
- (D)Domini
- (i)Influència
- (S)Submissió
- (C)Conformitat a normes

Marston no va ser el primer a tractar d'entendre, descriure o predir el comportament humà. Des de l'antiguitat l'ésser humà ha elaborat teories i estudis amb relació a aquest tema; de fet, els 4 "eixos" proposats per Marston estan ben relacionats amb antics models que intenten entendre i explicar el comportament humà associant-les a les forces de la naturalesa:
- Domini (risc, confrontació)................FOC
- Influència (extroversió, sociabilitat)........AIRE
- Submissió (calma, paciència)....................AIGUA
- Conformitat a Normes (normes, regles)..........TERRA

Marston afegeix més endavant un cinquè eix, l'"autocontrol emocional", relacionat amb l' "equilibri entre emocionalitat i racionalitat, molt associat al que avui coneixem com la "intel·ligència emocional" i mesura la capacitat d'un individu de controlar o no les seves emocions i d'evitar (o permetre) que aquestes incideixin i afectin les seves decisions i accions. Aquest cinquè eix és clau, ja que refereix al "equilibri" amb el qual una persona manifesta les seves conductes.
El DISC va ser, en part, el resultat de la seva recerca sobre el mesurament de l'energia del comportament i la consciència, encara que la seva intenció al desenvolupar la teoria DISC era demostrar els seus punts de vista sobre la motivació humana.
En 1928 Marston va publicar “Emotions of Normal People” (Emocions de les Persones Normals), i encara que havia escrit sobre el DISC quatre anys abans, va ser en aquest llibre on va presentar formalment la teoria DISC. El 1931 Marston va publicar un segon llibre sobre la teoria, “Integrative Psychology” (Psicologia Integrativa). La Teoria DISC va ser un dels primers intents d'aplicar psicologia a persones ordinàries, fora d'un àmbit purament clínic.

### Les “eines d'avaluació” i el model teòric DISC
A partir les teories de Emotions of Normal People (1929) i la Integrative Psychology (1931), Marston i Walter V. Clarke van desenvolupar les bases d'una completa eina d'avaluació que tenia com a objectiu principal descriure i predir el comportament de les persones. Clarke va ser qui va continuar amb el desenvolupament d'aquesta primera eina coneguda avui com a AVA (Activity Vector Analysis) ja amb el focus clarament posat en els avantatges i beneficis que aquesta metodologia aportava tant a l'àrea militar com a l'àrea laboral.
Des de les seves primeres proves i aplicacions l'eina de Clarke va demostrar el seu gran potencial per la quantitat i qualitat de la informació, però el procés operatiu i matemàtic que duia a terme l'administrador des que l'avaluat acabava de completar el formulari fins que s'obtenien els resultats que permetien una interpretació les feia summament lentes i complexes. El treball es feia “a mà” i prenia a l'avaluador gairebé dues hores des del moment en què l'avaluat acabava de completar el formulari fins que s'arribava als resultats.
A finals dels anys 60, el Dr. John Greier, de la Universitat de Minnesota va fer estudis sobre el model de Marston/Clarke i incorporà diverses modificacions, sempre amb el propòsit de simplificar el procés matemàtic que hi havia des del formulari fins al resultat. Els seus estudis es van centrar en simplificar aquest procés matemàtic per fer l'eina més simple i aplicable. És així que neix el model que avui es coneix al mercat com a DiSC, que és una simplificació o síntesi del model original de Marston i Clarke, que és el “complet”, ja que regeix a les eines "pures".
El canvi que va aportar Greier va ser la modificació del formulari. A partir d'aquest canvi, si bé el temps entre el formulari completat per l'avaluat i els resultats a interpretar es va escurçar sensiblement i el procés es va simplificar, la realitat és que es va perdre molta informació d'un gran valor per a la interpretació. Descrivim a continuació alguns dels indicadors que es van perdre en aquesta simplificació:
1) Intensitat dels eixos: el formulari original proposat per Marston & Clarke permetia no només mesurar les 4 tendències sinó també les seves corresponents intensitats. En aquest sentit les eines que compten amb aquest formulari permeten no només mesurar la tendència de la conducta sinó també les intensitats d'aquestes. Per exemple, no és el mateix ser "directe i competitiu" que ser tan directe i tan competitiu i passar a ser "autoritari i arrogant".
2) Vector de l'autodomini (o autocontrol): és l'eix relacionat amb la intel·ligència emocional i permet mesurar si l'individu aconsegueix o no controlar els seus sentiments i emocions. La versió simplificada del DiSC només mesura les quatre tendències mentre que les eines pures inclouen aquest cinquè vector.
3) Nivell d'energia i activitat: mesura el "quàntum d'energia disponible" amb la qual compta un individu. És un indicador en si mateix tot i que la seva principal contribució rau en mesurar l'energia que l'individu "té" i comparar-la amb la que "està aplicant o utilitzant". Això, converteix aquest indicador en una eina molt valuosa per mesurar l'eventual "satisfacció de l'individu en la seva ocupació actual" o si aquest li genera "desmotivació o estrès".
És així que trobem dos tipus de proves fonamentades en els estudis de Marston/Clarke:
1) Les eines "completes" o "pures" com ser el AVA Arxivat 2013-08-01 a Wayback Machine. (Activity Vector Analysis) de Bizet Group, el PI (Predictive Index) i el PDA (Personal Development Analysis) de PDA International.
2) Les eines DISC fundades en els estudis de Greier, com ser el Cleaver Assessment, DISC Index, AEC DISC Arxivat 2014-02-21 a Wayback Machine. THT - El Mètode dels Colors Arxivat 2017-01-02 a Wayback Machine. Thomas International, Success Insights, Carlson Learning i el Test de Tendències Conductuals DISC (TTCD), Personal Competences Analysis (www.timsinternational.net), entre unes altres avui conegudes com a DISC.
Avui, totes aquestes són eines modernes, sistematitzades, summament efectives i provades, desenvolupades per empreses i investigadors que incorporen els estudis de Marston (o John Greier) i desenvolupen les pròpies metodologies d'avaluació per comercialitzar al mercat de recursos humans.

### Creador de Wonder Woman
En 1941, Marston sota el pseudònim de Charles Moulton, va ser el creador i historietista de la Dona Meravella (Wonder Woman) per a DC Comics. Era una princesa amazona, i era la protagonista del còmic i no la parella de l'heroi. Les històries van ser il·lustrades per Harry Peter.
Marston estava convençut que les dones eren més honestes i més confiables que els homes, i podien treballar més ràpid i amb major precisió. Durant la seva vida, Marston va advocar per la causes de les dones de l'època. Marston va postular que hi ha una noció masculina de llibertat que és inherentment anàrquica i violenta, i una noció femenina oposada basada en el “encantament amorós” que porta a un estat ideal de submissió en què s'estima a l'autoritat.
La seva visió critica de certs estereotips de gènere en la cultura popular és expressat en un article de 1944 publicat a “American Scholar":
| « | Ni tan sols les dones volen ser dones mentre el nostre arquetip de feminitat no tingui força, fortalesa i poder ... El remei obvi és crear un personatge femení amb tota la força de Superman afegint tot l'encant d'una dona bella i bona (Marston, 1944). | » |

### Cinema
El 2017 l'etapa de la seva vida en la qual va crear Wonder Woman va ser portada al cinema en la pel·lícula Professor Marston and the Wonder Women i el seu paper va ser interpretat per Luke Evans